# Северо-Атлантический хребет
Се́веро-Атланти́ческий хребе́т — часть подводного Срединно-Атлантического хребта в Атлантическом океане, расположенная между разломами Рейкьянес (около 52° с. ш.) и Чейн (близ экватора).
Протяжённость хребта в меридиональном направлении составляет около 8,2 тыс. км, максимальная ширина достигает 1500 км.
Хребет рассечён множеством поперечных разломов. Наименьшая глубина над хребтом 128 м, отдельные вершины поднимаются над поверхностью, при этом образуя острова (Азорские и другие). Максимальная расчленённость (по вертикали до 5,5 км) характеризует рифтовую зону, представляющую собой совокупность кулисообразных, коротких и резко очерченных хребтов и разделяющих их понижений — рифтовых долин.